# Chicahuaca
Chicahuaca är en ort i Mexiko.   Den ligger i kommunen Pedro Ascencio Alquisiras och delstaten Guerrero, i den södra delen av landet, 120 km sydväst om huvudstaden Mexico City. Chicahuaca ligger 1 657 meter över havet och antalet invånare är 169.
Terrängen runt Chicahuaca är lite bergig, och sluttar västerut. Runt Chicahuaca är det ganska glesbefolkat, med 35 invånare per kvadratkilometer. Närmaste större samhälle är Teloloapan, 18,0 km söder om Chicahuaca. I omgivningarna runt Chicahuaca växer huvudsakligen savannskog.